# Лат Діор
Лат Діор (1842 —27 жовтня 1886) — 30-й дамель (володар) держави Кайор в 1861—1863 і 1871—1883 роках. Повне ім'я Лат Діор Нгоне Латир Діоп. Один з героїв опору французьких колонізаторам, який протягом 25 років оружно чинив спротив.

## Життєпис
Походив з династії Фалл, гілки Латир Діор. Син гармі (аристократа) Сахвера Сохна Мбайе Діопа та лігвере (принцеси) Нгоне Латир, доньки кайорського дамеля Меїсса Теінде Діора. По материнській лінії належав до лінії Гедж. Народився в 1842 році в Кеур Амаду Ялла (північний схід Кайору)
Виступив проти встановлення залізничного сполучення між Дакаром та Сен-Луї, яку запропонували здійснити французи дамелю Біріма Нгоне Латиру, зведеному брату Лат Діора. Втім дамель під тиском внутрішніх обставин погодився на прокладання залізниці, але помер 1859 року до підписання офіційної угоди.
1859 року підтримав нового дамеля Макоду Кумба Янде, що виступив проти французів. Лат Діор брав участь у битвах з французькими загонами. Але 1861 року Кайор зазнав поразки, внаслідок чого французькому губернаторові Луї Федербу вдалося повалити Макоду Кумба Янде, захопити прикордонні області Кайору та узгодити прокладання залізниці Дакар-Сен-Луї, тим самим поєднавши французькі колонії.
Французи сприяли обранню дамелем Мадіодіо Дегене Коду, що переміг на виборах Лат Діора. Але той невдовзі за підтримки частини війська повстав й в битві біля Кокі завдав французам і дамелю тяжкої поразки. За цим було вигнано Мадіодіо з Кайору. Після деяких суперечок Лат Діора обирають новим дамелем.
Розуміючи важкість протистояння французам він вирішує укласти військові союзи з еміратом Трарза, держава Сіне, Баол і Волоф. Втім ті вирішили не втручатися у конфлікт з Францією.
1863 році за підтримки французів Мадіодоро повалив Лат Діора, поступившись Франції провінціями Ндіамбур, Саніохор і Мбавар. Але 29 грудня того ж року в битві біля Нгонголи Лат Діор завдав французам і війську Мадіодоро поразки. В подальшому тривала боротьба в областях Ндіамбур і Мбавар. 12 січня 1864 року Лат діор зазнав поразки у битві біля Лоро. Лат Діор втік до держави Сіне. Не погодившись визнати владу останньої для повернення на трон Кайору, перебирається до Салуму. Правитель останнього — альмамі Маба Діаху Ба надав Лат Діору допомогу в обмін на перехід до ісламу. Той прийняв нове ім'я Сільмах Діоп.
30 листопада 1865 року спільно з Маба Діаху Ба завдав поразки французам в битві біля Ріп. Водночас Франція оголосила про анексію Кайору. У 1867 році проти Лат Діора та його союзника виступив маад-а-сініг Кумба Ндоффене Фамак Діуф, який у битві біля Фандане-Тіутіуне завдав поразки лат діору, а Маба діаху ба загинув.
1869 року за підтримки Шейху Ахмаду Сего, альмамі Фута-Торо, увійшов до Кайору, де підняв нове повстання. 3 липня того ж року у битві біля Мекхех завдав французам поразки. За цим здійснив набіги на провінції Саніохор і Діандр. Невдовзі у битві біля Луга зазнав численних втрат, внаслідок чого вимушений був відступити. Проте до 1871 року зумів встановити владу в більшості провіцінях Кайору. Того ж року знову оголошений дамелем держави.
За цим зайняв державу Баол, прийнявши титул теігне. За цим йому вдалося налагодити мирні стосунки з французьким губернатором в Дакарі. 1872 року прийшов на допомогу Ахмеду Саліму I, еміру Трарзи, в його протистоянні з претендентом Алі Діомботом 1874 року починається війна з імперією тукулерів. У 1875 році спільно з французами завдав поразки Ахмаду Секу Таллу. За цим посадив на трон держави Волоф свого родича Аль-Бурі. В результаті Лат Діор став наймогутнішим правителем долини річки Сенегал.
1879 році вимушений був підтвердити будівництво залізниці Дакар-Сен-Луї. 1880 року відмовився від попередньої угоди щодо залізниці та заборонив вирощування арахісу, в чому вбачав проникнення французького капіталу й колоністів до Кайору. 1881 року створює коаліцію з Балом, еміром Трарза і імаматом Фута-Торо. Проте 1882 року зазнав поразки, а 1883 році його було повалено. Французи поставили на трон Кайору його небожа Самба Яя.
Лат Діору сховався в державі Волоф, отримавши допомогу від буурба Аль-Бурі. 6 жовтня 1886 року після смерті Самба Яя вдерся до Кайору, який знову було анексовано Францією. 27 жовтня 1886 року у запеклій битві біля Декеле Лат Діор зазнав поразки й загинув разом з 2 синами.